# Un sac de bani
Un sac de bani (titlu original: în engleză The Money Pit) este un film american de comedie din 1986 regizat de Richard Benjamin. Rolurile principale au fost interpretate de actorii Tom Hanks și Shelley Long. Este vag bazat pe filmul Mr. Blandings Builds His Dream House (H.C. Potter, 1948).

## Rezumat
Avocatul Walter Fielding Jr. și iubita sa, Anna Crowley (interpretă de muzică clasică), află că tatăl lui Walter, Walter Sr., s-a căsătorit cu o femeie pe nume Florinda și a fugit din țară după ce a deturnat milioane de dolari de la clienții lor muzicieni. A doua zi dimineață, li se spune că trebuie să elibereze apartamentul pe care îl subînchiriază de la fostul soț al Annei, Max Beissart, un dirijor îngrădit care s-a întors mai devreme din Europa.
Printr-un prieten fără scrupule care este agent imobiliar, Walter află despre un conac de un milion de dolari pus la vânzare cu doar 200.000 de dolari. El și Anna se întâlnesc cu proprietara, Estelle, care susține că trebuie să-l vândă repede pentru că soțul ei, Carlos, a fost arestat. Povestea ei cu plânsete și insistența de a menține locul la lumina lumânărilor pentru a economisi bani „pentru avocații care sug sânge” îi distrage atenția pe Walter și o vrăjește pe Anna, care o consideră romantică. Aceștia decid să-l cumpere, cu convingerea că restaurarea casei le va cimenta relația.
Cu toate acestea, de îndată ce Walter și Anna intră în posesia casei, aceasta începe să se destrame. Întregul toc al ușii din față se rupe din perete, scara principală se prăbușește, instalațiile sanitare sunt inundate de canalizare și sistemul electric ia foc. Antreprenorii Art și Brad Shirk sfâșie casa în bucăți folosind avansul de 5.000 de dolari al lui Walter, lăsându-i pe Walter și pe Anna în lupta cu birocrația pentru a obține autorizațiile de construcție necesare pentru a finaliza lucrarea. Frustrarea continuă a lui Walter față de costurile crescânde ale restaurării casei îl determină să o numească „sac de bani”, în timp ce Shirks continuă să-l asigure că munca lor va dura doar „două săptămâni”.

## Distribuție
- Tom Hanks – Walter Fielding, Jr.
- Shelley Long – Anna Crowley
- Alexander Godunov –  Max Beissart
- Maureen Stapleton – Estelle
- Joe Mantegna – Art Shirk
- Philip Bosco – Curly
- Frankie Faison – James
- Josh Mostel – Jack Schnittman
- Billy Lombardo – Benny
- Joe Ponazecki – Montgomery Shrapp
- Yakov Smirnoff – Shatov
- Carmine Caridi – Brad Shirk
- Brian Backer – Ethan
- Mia Dillon – Marika
- John van Dreelen – Carlos
- Douglass Watson – Walter Fielding, Sr.
- Tetchie Agbayani –  Florinda Fielding
- Michael Jeter – Arnie
- Afemo Omilami – Bernie